# Inge Ziegler
Inge Ziegler (* 29. Februar 1964) ist eine ehemalige deutsche Fußballspielerin.

## Karriere
Ziegler gehörte dem FSV Frankfurt von 1990 bis 1994 in der Gruppe Süd der seinerzeit zweigleisigen Bundesliga als Mittelfeldspielerin an. Während dieser Zeit wurde sie in insgesamt 34 Bundesligaspielen eingesetzt. Ihr erstes von sechs Saisonspielen bestritt sie am 2. September 1990 (1. Spieltag) beim 5:0-Sieg im Heimspiel gegen den TuS Binzen. Ihr einziges Bundesligator gelang ihr am 1. November 1992 (8. Spieltag) beim 5:2-Sieg im Heimspiel gegen den SC Klinge Seckach. Ihr letztes Punktspiel für die Mannschaft bestritt sie am 24. April 1994 (16. Spieltag) beim 3:0-Sieg im Auswärtsspiel gegen den VfL Sindelfingen.
Da ihre Mannschaft 1992 das Pokalfinale gewonnen hatte – sie wurde in diesem nicht eingesetzt – fand sie bei der Premiere des Wettbewerbs um den DFB-Supercup 1992 Berücksichtigung. In der Begegnung mit dem Deutschen Meister TSV Siegen am 11. August im Niedersachsenstadion von Hannover war sie mit ihrer Mannschaft diesem mit 0:4 unterlegen; sie wurde in der 57. Minute für Yasmin Trostel ausgewechselt.

## Erfolge
- DFB-Pokal-Sieger 1992 (ohne Finaleinsatz)
- DFB-Supercup-Finalist 1992